# Biathlon na Zimowych Igrzyskach Olimpijskich 2018 – sztafeta mężczyzn
Biathlonowa sztafeta mężczyzn na Zimowych Igrzyskach Olimpijskich 2018 odbyła się 23 lutego w Alpensia Biathlon Centre w Daegwallyeong-myeon.
Mistrzostwo olimpijskie wywalczyła sztafeta Szwecji w składzie Peppe Femling, Jesper Nelin, Sebastian Samuelsson, Fredrik Lindström. Srebro przypadło Norwegom, których reprezentowali Lars Helge Birkeland, Tarjei Bø, Johannes Thingnes Bø, Emil Hegle Svendsen. Brąz wywalczyli Erik Lesser, Benedikt Doll, Arnd Peiffer, Simon Schempp z Niemiec.

## Terminarz
| Data      | Konkurencja | Godzina rozpoczęcia | Godzina rozpoczęcia |
| Data      | Konkurencja | UTC+09:00           | CET                 |
| --------- | ----------- | ------------------- | ------------------- |
| 23 lutego | Finał       | 20:15               | 12:15               |

## Wyniki
| Poz. | Nr | Reprezentacja     | Zawodnicy                                                               | Strzelanie      | Strzelanie      | Czas zawodnika                  | Strzelanie drużyny | Czas drużyny | Strata  |
| Poz. | Nr | Reprezentacja     | Zawodnicy                                                               | 1               | 2               | Czas zawodnika                  | Strzelanie drużyny | Czas drużyny | Strata  |
| ---- | -- | ----------------- | ----------------------------------------------------------------------- | --------------- | --------------- | ------------------------------- | ------------------ | ------------ | ------- |
| 01 ! | 3  | Szwecja           | Peppe Femling Jesper Nelin Sebastian Samuelsson Fredrik Lindström       | 0+0 0+1 0+0     | 0+1 0+3 0+0 0+1 | 18:50.9 18:59.9 18:31.5 18:54.2 | 0+7                | 1:15:16.5    | –       |
| 02 ! | 1  | Norwegia          | Lars Helge Birkeland Tarjei Bø Johannes Thingnes Bø Emil Hegle Svendsen | 0+1 0+3 0+0     | 0+1 0+3 0+1 1+3 | 18:48.1 19:17.5 18:16.3 19:50.1 | 1+12               | 1:16:12.0    | +55.5   |
| 03 ! | 4  | Niemcy            | Erik Lesser Benedikt Doll Arnd Peiffer Simon Schempp                    | 0+0 0+3         | 0+1 2+3 0+0 1+3 | 18:23.6 19:48.2 18:23.8 20:48.0 | 3+10               | 1:17:23.6    | +2:07.1 |
| 4.   | 8  | Austria           | Tobias Eberhard Simon Eder Julian Eberhard Dominik Landertinger         | 0+1 0+0 0+1 0+0 | 0+2 0+1 2+3 0+3 | 19:03.6 18:47.4 19:53.9 20:24.1 | 2+11               | 1:18:09.0    | +2:52.5 |
| 5.   | 2  | Francja           | Simon Desthieux Émilien Jacquelin Martin Fourcade Antonin Guigonnat     | 0+2 0+0 0+1     | 2+3 0+1 1+3 0+1 | 20:12.1 19:06.0 20:01.2 19:23.8 | 3+12               | 1:18:43.1    | +3:26.6 |
| 6.   | 17 | Stany Zjednoczone | Lowell Bailey Sean Doherty Tim Burke Leif Nordgren                      | 0+2 0+1 0+0 2+3 | 0+2 0+0 0+3     | 19:14.2 19:14.0 19:32.5 21:06.0 | 2+14               | 1:19:06.7    | +3:50.2 |
| 7.   | 11 | Czechy            | Ondřej Moravec Michal Šlesingr Jaroslav Soukup Michal Krčmář            | 0+0 0+1 0+2     | 0+3 0+0 1+3     | 18:58.1 18:36.5 20:40.3 21:08.7 | 2+!3               | 1:19:23.6    | +4:07.1 |
| 8.   | 16 | Białoruś          | Anton Smolski Raman Jalotnau Siarhiej Baczarnikau Uładzimir Czapielin   | 0+0 0+1 2+3 0+2 | 0+1 1+3 0+1     | 18:51.4 19:55.8 21:02.4 20:16.4 | 3+!2               | 1:20:06.0    | +4:49.5 |
| 9.   | 9  | Ukraina           | Artem Pryma Serhij Semenow Władimir Siemakow Dmytro Pidruczny           | 0+0             | 0+0 0+3 1+3     | 18:47.5 20:19.4 20:55.7 20:14.7 | 2+9                | 1:20:17.3    | +5:00.8 |
| 10.  | 10 | Słowenia          | Miha Dovžan Klemen Bauer Mitja Drinovec Lenart Oblak                    | 0+0 0+1 0+3 0+1 | 0+2 1+3 0+0     | 19:33.5 19:44.1 20:23.1 20:36.6 | 1+10               | 1:20:17.3    | +5:00.8 |
| 11.  | 12 | Kanada            | Christian Gow Scott Gow Macx Davies Brendan Green                       | 0+0 0+3 0+1     | 0+3 0+0 1+3 0+1 | 19:11.8 19:23.3 22:16.0 20:05.7 | 1+11               | 1:20:56.8    | +5:40.3 |
| 12.  | 5  | Włochy            | Thomas Bormolini Lukas Hofer Giuseppe Montello Dominik Windisch         | 0+1 0+0 1+3     | 0+3 0+2 1+3 2+3 | 20:03.8 19:00.7 20:37.5 21:53.6 | 4+16               | 1:21:35.6    | +6:19.1 |
| 13.  | 13 | Estonia           | Rene Zahkna Kalev Ermits Roland Lessing Kauri Kõiv                      | 0+2 0+0 1+3 0+0 | 0+2 1+3 0+2 1+3 | 19:32.7 20:05.6 21:12.2 21:35.9 | 3+15               | 1:22:26.4    | +7:09.9 |
| 14.  | 18 | Rumunia           | George Buta Remus Faur Gheorghe Pop Cornel Puchianu                     | 0+0 0+1 0+0     | 0+1 0+2 0+1 2+3 | 20:32.7 20:16.9 20:25.6 21:35.9 | 2+8                | 1:22:51.1    | +7:34.6 |
| 15.  | 6  | Szwajcaria        | Serafin Wiestner Benjamin Weger Jeremy Finello Mario Dolder             | 2+3 0+3 0+2 0+0 | 0+3 0+2 0+3 3+3 | 21:30.0 19:17.2 20:22.6 21:56.3 | 5+19               | 1:23:06.1    | +7:49.6 |
| 16.  | 7  | Bułgaria          | Krasimir Anew Anton Sinapow Dimityr Gerdżikow Władimir Iliew            | 0+0 0+2 1+3     | 1+3 0+2 1+3     | 19:59.9 19:52.2 LAP             | 3+13               | LAP          |         |
| 17.  | 14 | Kazachstan        | Maksim Braun Wasilij Podkorytow Władisław Witenko Roman Jeremin         | 0+0 0+3 0+2     | 0+1 2+3         | 20:13.2 20:55.7 LAP             | 2+10               | LAP          |         |
| 18.  | 15 | Słowacja          | Matej Kazár Tomáš Hasilla Šimon Bartko Martin Otčenáš                   | 0+0 0+3 4+3     | 0+0 1+3 0+2     | 18:42.0 22:04.0 LAP             | 5+11               | LAP          |         |